# 梁鳳翔
梁鳳翔（？—1627年），字體仁，號丹衢，广东广州府新会县军籍。明朝政治人物。

## 生平
易五房，庚辰正月二十四日生。萬曆四十年（1612年）壬子科广东鄉試二十六名舉人，天启二年（1622年）壬戌科進士。兵部观政，六月授湖广黄冈县知县，四年本省同考，七年卒。